# Central Partnership
Central Partnership (russe : Централ Партнершип) est une société cinématographique russe fondée le 6 mars 1996. Depuis 2014, elle fait partie du holding Gazprom-Media. Selon les données de mars 2023, la société cinématographique a distribué 826 films, dont 264 de production russe.
En 2015, Central Partnership a signé un accord de coopération avec le plus grand distributeur chinois, China Film Group Corporation,.
En mars 2023, la société a annoncé le développement d'un équivalent russe du format IMAX, appelé « KosMAX ». Cette technologie offre une image d'une netteté et d'une saturation maximales, ainsi qu'un son profond et détaillé. Le premier film qui sera projeté dans ce nouveau format sera Le Défi.